# Hey, Good Lookin'
Hey Good Lookin è una canzone scritta e registrata dal cantautore country Hank Williams nel 1951.

## Storia
Williams compose il brano come una variazione del brano omonimo di Cole Porter del 1942. FU registrata il 16 marzo 1951 a Nashville insieme a My Heart Would Know, che fu inserita sul lato B del singolo, e ad altri brani come I Can't Help It (If I'm Still in Love with You) e Howlin' at the Moon. La canzone uscì nel giugno dello stesso anno e divenne un grande successo, arrivando in prima posizione nella classifica dei singoli più venduti dell'anno.
Williams eseguì il brano al Kate Smith Evening Hour il 26 marzo 1952 e l'apparizione rimane una dei pochi clip rimasti delle esibizioni dal vivo del cantante.
Nel 2001 la canzone è stata inserita nella Grammy Hall of Fame.

## Cover
Fin dalla sua pubblicazione furono molte le cover del brano eseguite da altri artisti tra cui:
- Jo Stafford e Frankie Laine, la cui versione arrivò al 21º posto nella Billboard Hot 100 nel 1951.
- Johnny Cash
- George Jones (1960)
- Ray Charles, che la inserì nell'album Modern Sounds in Country and Western Music nel 1962.
- Dean Martin.
- Del Shannon, che la inserì nell'album Del Shannon Sings Hank Williams del 1964
- Ernest Tubb
- The Residents
- Buckwheat Zydeco e Dwight Yoakam
- Waylon Jennings
- The Mavericks, la cui versione raggiunse la 74ª posizione nel 1992
- Jimmy Buffett

## Classifica
| Chart (1952)                       | Peak position |
| ---------------------------------- | ------------- |
| U.S. Billboard Hot Country Singles | 1             |

## Curiosità
- La canzone appare nel videogioco Grand Theft Auto: San Andreas e si può ascoltarla sintonizzandosi sulla stazione radio "K-Rose".